# Пёусти, Ээту
Ээту Пёусти (фин. Eetu Pöysti; род. 16 января 1989, Хельсинки) — финский хоккеист. Амплуа — нападающий.

## Карьера
Ээту Пёусти является воспитанником клуба ХИФК из города Хельсинки. Первый полноценный сезон Ээту провёл в СМ-лиге в 2007/08 годах где провёл 33 игры и отметился 2 голами и 3 передачами.
В мае 2009 года у Пёусти появились жалобы на здоровье, позже у него обнаружили лимфому. Ээту смог восстановиться только к ноябрю 2009 года и уже 13 ноября сыграл против Йокерита.
Сезон 2009—2010 получился для Пёусти удачным, ведь он с командой выиграл серебро финского чемпионата.
В мае 2010 продлил соглашение с ХИФК сроком на 1 год.
Уже в следующем сезоне он выиграл чемпионат Финляндии и снова продлил контракт с клубом на 1 год.
Следующий сезон оказался для игрока последним в родном клубе.
В 2012 году на правах неограниченно свободного агента подписывает контракт с клубом Эспоо Блюз на 2 года.
Сезон 2013/14 получился для игрока прорывным, так как он набрал 32 (8+24) очка по системе гол+пас. Результат был больше, чем в предыдущих сезонах.
В мае 2014 года подписал двухлетнее соглашение с Йокеритом и переехал с клубом в КХЛ.
6 июля 2016 года стало известно, что Пёусти подписал контракт с дебютантом КХЛ ХК «Красная звезда Куньлунь».
На международной арене вызывался за сборную Финляндии по хоккею на Еврохоккей Челлендж и Шведские хоккейные игры в 2013 и 2014 годах.